# Conspiracy (manga)
Pour les articles homonymes, voir Conspiracy.
Conspiracy (彼女の陰謀, Kanojo no inbō) est un manga érotique (ecchi) de U-Jin, publié en 6 tomes aux éditions Schola Company au Japon entre 1995 et 1996. Les deux premiers tomes de la version française sont publiés par Samouraï Éditions en 1996 avant la liquidation de la société.

## Parution
En France, les deux premiers tomes de la série sont publiés par Samouraï Éditions en 1996, mais interdits d'exposition en magasin avec un autre titre d'U-Jin, Angel, publié par Tonkam. La publication est arrêtée à cause de problèmes de droits rencontrés par la maison d'édition.